# Nicolás Capaldo
Nicolás Capaldo, né le 14 septembre 1998 à Santa Rosa en Argentine, est un footballeur argentin qui évolue au poste de milieu de terrain à Hambourg SV.

## Biographie

### Boca Juniors
Né à Santa Rosa en Argentine, Nicolás Capaldo est formé par Boca Juniors. C'est avec ce club qu'il fait ses débuts en professionnel, jouant son premier match le 25 février 2019, lors d'une rencontre de championnat face au Defensa y Justicia. Il entre en jeu à la place d'Agustín Almendra et son équipe s'impose par un but à zéro.
Nicolás Capaldo glane son premier titre en étant sacré Champion d'Argentine en 2020 avec Boca Juniors. Il participe au match qui donne le titre à Boca, le 8 mars 2020 face au Gimnasia La Plata (victoire par un but à zéro de Boca).

### Red Bull Salzbourg
Le 23 juin 2021, Nicolás Capaldo rejoint le club autrichien du Red Bull Salzbourg pour un contrat courant jusqu'en mai 2026.
Capaldo inscrit son premier but pour Salzbourg le 28 août 2021, lors d'une rencontre de championnat face au TSV Hartberg. Titulaire au poste d'arrière droit, il donne la victoire à son équipe en marquant le seul but de la partie.

### En équipe nationale
Alors qu'il faisait partie de l'équipe olympique d'Argentine, Nicolás Capaldo n'est pas retenu pour participer aux Jeux olympiques d'été de 2020, ayant lieu lors de l'été 2021, son nouveau club le Red Bull Salzbourg refusant de le libérer pour cette compétition.

## Palmarès
Boca Juniors
- Championnat d'Argentine (1)
  - Champion en 2020.

 Red Bull Salzbourg
- Championnat d'Autriche (2)
  - Champion en 2022 et 2024.
  - Vice-champion en 2023.

- Coupe d'Autriche (1)
  - Vainqueur en 2022.